# Example.com
example.com, example.net, example.org, example.eduは、ソフトウェアドキュメンテーションやドメイン名の例示のために予約されているセカンドレベルドメインである。
.com, .net, .orgのセカンドレベルドメイン"example"は、1999年に RFC 2606 第3章にてInternet Engineering Task Force (IETF) によって予約された。.eduのセカンドレベルドメイン "example" は、2000年にInternet Corporation for Assigned Names and Numbers (ICANN) によって予約された。
これらのドメイン名が予約されていることによって、マニュアルやソフトウェア構成のサンプルでこれらのドメインを使用することが可能である。すなわち、エンドユーザーがサンプルの設定や例示をそのまま使用してしまったとしても、第三者に悪影響が及ばないことが保障されている。これらのドメイン名は、ICANNによって管理されているWebサーバのIPv4およびIPv6のIPアドレスに解決され、DNSSECを使用してデジタル署名されている。DNSでは、各サンプルドメインのサードレベルドメイン "www" が定義されており、親ドメインと同じIPアドレスに解決される。